# François Zoko
Bernard François Dassise Zoko (Daloa, 13 settembre 1983) è un ex calciatore ivoriano, di ruolo attaccante.

## Caratteristiche tecniche
Centravanti, può giocare anche da ala sinistra.

## Carriera

### Club
Ha giocato nella seconda divisione francese, nella prima e nella seconda categoria belga, nel primo e nel secondo livello del calcio turco e in terza divisione inglese.
Dopo esser rimasto svincolato nel luglio 2009 dai turchi dell'Hacettepe, si accorda con i belgi dell'Ostenda (seconda divisione) nel gennaio seguente. In seguito veste le casacche di Carlisle United e Notts County, restando nuovamente senza squadra nell'estate 2013. Nell'ottobre successivo è acquistato dallo Stevenage.

### Nazionale
Ha partecipato ai Mondiali Under-20 del 2003.

## Statistiche

### Presenze e reti nei club
Statistiche aggiornate al 23 maggio 2019.
| Stagione               | Squadra                | Campionato             | Campionato | Campionato | Coppe nazionali | Coppe nazionali | Coppe nazionali | Coppe continentali | Coppe continentali | Coppe continentali | Altre coppe | Altre coppe | Altre coppe | Totale | Totale |
| Stagione               | Squadra                | Comp                   | Pres       | Reti       | Comp            | Pres            | Reti            | Comp               | Pres               | Reti               | Comp        | Pres        | Reti        | Pres   | Reti   |
| ---------------------- | ---------------------- | ---------------------- | ---------- | ---------- | --------------- | --------------- | --------------- | ------------------ | ------------------ | ------------------ | ----------- | ----------- | ----------- | ------ | ------ |
| 2001-2002              | Nancy                  | L2                     | 24         | 3          | CF+CdL          | 0+1             | 0               | -                  | -                  | -                  | -           | -           | -           | 25     | 3      |
| 2002-2003              | Nancy                  | L2                     | 28         | 2          | CF+CdL          | 0+1             | 0               | -                  | -                  | -                  | -           | -           | -           | 29     | 2      |
| 2003-2004              | Nancy                  | L2                     | 19         | 3          | CF+CdL          | 0+1             | 0               | -                  | -                  | -                  | -           | -           | -           | 20     | 3      |
| Totale Nancy           | Totale Nancy           | Totale Nancy           | 71         | 8          |                 | 3               | 0               |                    | -                  | -                  |             | -           | -           | 74     | 3      |
| 2004-2005              | Stade Lavallois        | L2                     | 27         | 7          | CF+CdL          | 0+1             | 0               | -                  | -                  | -                  | -           | -           | -           | 28     | 7      |
| 2005-2006              | Stade Lavallois        | L2                     | 33         | 2          | CF+CdL          | 0+2             | 0               | -                  | -                  | -                  | -           | -           | -           | 35     | 2      |
| Totale Stade Lavallois | Totale Stade Lavallois | Totale Stade Lavallois | 60         | 9          |                 | 3               | 0               |                    | -                  | -                  |             | -           | -           | 63     | 9      |
| 2006-2007              | Mons                   | PL                     | 23         | 4          | CB              | 0               | 0               | -                  | -                  | -                  | -           | -           | -           | 23     | 4      |
| 2007-2008              | Mons                   | PL                     | 32         | 7          | CB              | 2               | 0               | -                  | -                  | -                  | -           | -           | -           | 34     | 7      |
| Totale Mons            | Totale Mons            | Totale Mons            | 55         | 11         |                 | 2               | 0               |                    | -                  | -                  |             | -           | -           | 57     | 11     |
| 2008-2009              | Hacettepe              | SL                     | 27         | 1          | TK              | 1               | 0               | -                  | -                  | -                  | -           | -           | -           | 28     | 1      |
| 2009-2010              | KV Oostende            | D1                     | 13         | 3          | CB              | 0               | 0               | -                  | -                  | -                  | -           | -           | -           | 13     | 3      |
| 2010-2011              | Carlisle United        | FL1                    | 44         | 6          | FACup+CdL       | 3+1             | 3+0             | -                  | -                  | -                  | FLT         | 5           | 1           | 53     | 10     |
| 2011-2012              | Carlisle United        | FL1                    | 44         | 13         | FACup+CdL       | 2+2             | 0               | -                  | -                  | -                  | FLT         | 1           | 1           | 49     | 14     |
| Totale Carlisle United | Totale Carlisle United | Totale Carlisle United | 88         | 19         |                 | 8               | 3               |                    | -                  | -                  |             | 6           | 2           | 102    | 24     |
| 2012-2013              | Notts County           | FL1                    | 38         | 7          | FACup+CdL       | 3+1             | 1+0             | -                  | -                  | -                  | FLT         | 2           | 0           | 44     | 8      |
| ago. 2013              | Notts County           | FL1                    | 1          | 0          | FACup+CdL       | -               | -               | -                  | -                  | -                  | FLT         | -           | -           | 1      | 0      |
| Totale Notts County    | Totale Notts County    | Totale Notts County    | 39         | 7          |                 | 4               | 1               |                    | -                  | -                  |             | 2           | 0           | 45     | 8      |
| 2013-2014              | Stevenage              | FL1                    | 33         | 10         | FACup+CdL       | 4+0             | 4               | -                  | -                  | -                  | FLT         | 3           | 2           | 40     | 16     |
| ago.-nov. 2014         | Blackpool              | FLC                    | 14         | 1          | FACup+CdL       | -               | -               | -                  | -                  | -                  | -           | -           | -           | 14     | 1      |
| nov. 2014-2015         | Bradford City          | FL1                    | 16         | 1          | FACup+CdL       | 5+0             | 0               | -                  | -                  | -                  | FLT         | -           | -           | 21     | 1      |
| 2015-2016              | Yeovil Town            | FL2                    | 25         | 7          | FACup+CdL       | 3+0             | 1               | -                  | -                  | -                  | FLT         | 1           | 0           | 29     | 8      |
| 2016-2017              | Yeovil Town            | FL2                    | 34         | 8          | FACup+CdL       | 2+0             | 1               | -                  | -                  | -                  | FLT         | 4           | 4           | 40     | 13     |
| 2017-2018              | Yeovil Town            | FL2                    | 38         | 13         | FACup+CdL       | 4+1             | 1+0             | -                  | -                  | -                  | FLT         | 6           | 1           | 49     | 15     |
| 2018-2019              | Yeovil Town            | FL2                    | 26         | 0          | FACup+CdL       | 1+0             | 0               | -                  | -                  | -                  | FLT         | 1           | 0           | 28     | 0      |
| Totale Yeovil Town     | Totale Yeovil Town     | Totale Yeovil Town     | 122        | 28         |                 | 11              | 3               |                    | -                  | -                  |             | 12          | 5           | 145    | 36     |
| Totale Carriera        | Totale Carriera        | Totale Carriera        | 538        | 98         |                 | 41              | 11              |                    | -                  | -                  |             | 23          | 9           | 601    | 118    |

## Palmarès

### Club

#### Competizioni nazionali
- Football League Trophy: 1

Carlisle Utd: 2010-2011